# Умм Айман
Ба́рака бинт Са́‘ляба (араб. بَـرَكَـة بنت ثَعلَبَة‎), широко известная под своей кунье Умм А́йман (араб. أمّ أيمن‎) — одна из первых мусульманок и сподвижница исламского пророка Мухаммеда.

## Биография
Барака была дочерью эфиопа Салябы ибн Амра. Она служила рабыней в доме родителей Мухаммеда, Абдуллаха ибн Абд аль-Мутталиба и Амины бинт Вахб. После смерти Амины  в аль-Абве Барака заботилась о Мухаммеде и помогала воспитывать его. Она переселилась с ним в дом его деда по отцовской линии, Абд аль-Мутталиба ибн Хашима. Она служила ему в детстве и впоследствии, когда он стал взрослым. По словам Ибн Касира, Абд аль-Мутталиб сказал Бараке не пренебрегать своим внуком, тем более, что многие из Людей Писания (Ахль аль-Китаб) предсказывали, что он станет пророком.
Когда Мухаммед женился на Хадидже, он освободил Бараку и выдал её замуж за Убайда ибн Зайда из бану хазрадж. В результате этого брака Барака родила сына по имени Айман, и поэтому её стали называть «Умм Айман» (что означает «мать Аймана»). Айман ибн Убайд позже был убит в битве при Хунайне.
Позднее на ней женился другой вольноотпущенник Мухаммеда Зайд ибн Хариса. У них был сын по имени Усама, который был командующим армией в походе против Византийской империи.
После того, как Мухаммед объявил о своём пророчестве, Умм Айман стала одной из его первых последовательниц. Позднее она переехала в Медину.
Умм Айман присутствовала в битве при Ухуде. Она приносила воду солдатам и помогала лечить раненых. Она также сопровождала Мухаммеда в битве при Хайбаре.
В битве при Ухуде многие мужчины бежали в Медину, услышав слухи о смерти Мухаммеда. Умм Айман посыпала пылью лица некоторых беглецов, дала им веретено и сказала им: «Отдайте мне ваш меч, а [вы] прядите веретено». Затем она отправилась на боя вместе с несколькими женщинами. Впоследствии она была ранена стрелой, выпущенной вражеским солдатом Хиббаном ибн Аракой.
Мухаммед любил Умм Айман и даже называл её своей матерью. Несколько хадисов описывают уважение Мухаммеда к ней. Он посещал Умм Айман в её доме, а после него то же самое сделали халифы Абу Бакр и Умар. В некоторых хадисах говорится о достоинствах Умм Айман.
От неё передано несколько хадисов. Такие люди, как Анас ибн Малик, Абу Язид Мадани и Ханаш ибн Абдуллах Санани, передали хадисы от неё.
Точная дата смерти Умм Айман неизвестна. Некоторые предполагают, что она умерла примерно через пять месяцев после смерти Мухаммеда. Но по словам Ибн Сада, она была жива в первые дни халифата Усмана.